# Uacari de cap negre
El uacari de cap negre (Cacajao melanocephalus) és un mico del Nou Món que pertany a la família dels pitècids. És originari del nord-oest del Brasil, el sud-est de Colòmbia i el sud-oest de Veneçuela, on viu a la selva de l'Amazones.
Els uacaris de cap negre viuen generalment en grups de 5-40 exemplars, però a vegades se n'ajunten més de 100. S'alimenten principalment de llavors, però també consumeixen fruita, fulles, medul·la vegetal i artròpodes.